# Eriophora himalayaensis
Eriophora himalayaensis är en spindelart som först beskrevs av Benoy Krishna Tikader 1975.  Eriophora himalayaensis ingår i släktet Eriophora och familjen hjulspindlar. Inga underarter finns listade i Catalogue of Life.